# Apple M4
Apple M4 — це серія систем на чіпі (SoC) на базі архітектури ARM, розроблених корпорацією Apple для використання як центрального (CPU) і графічного процесорів (GPU) у настільних комп'ютерах і ноутбуках Mac. Це четверте покоління процесорів на основі архітектури ARM, призначених для комп'ютерів Apple Mac, після переходу від Intel Core до Apple silicon, які прийшли на зміну процесорів Apple M3. Apple анонсувала процесори M4 7 травня 2024 року.

## Дизайн
Серія однокристальних систем процесорів M4 від Apple виготовляється за 3-нм технологією TSMC другого покоління та налічує понад 28 млрд транзисторів. Першим пристроєм на базі нової SoC став оновлений iPad Pro.

### ЦП
В Apple M4 корпорація Apple наростила кількість обчислювальних ядер CPU до 10 штук: чотири високопродуктивні та шість енергоефективних. Порівняно з M2 це забезпечило приріст швидкодії до 50 %.

### GPU
Графічний блок налічує 10 ядер з апаратною підтримкою технології Mesh Shading та апаране прискоренням трасування променів. У деяких завданнях, як стверджує Apple, новий iGPU забезпечує вчетверо кращу продуктивність порівняно з M2.

### Пам'ять
Контролер пам'яті у складі Apple M4 забезпечує пропускну здатність 120 Гбайт/с (тип та обсяг ОЗП поки не уточнюються). Чимало уваги було приділено продуктивності блоку Neural Engine, що відповідає за прискорення операцій машинного навчання — вона зросла до 38 TOPS.

### Інтерфейс
Apple також запровадила новий інтерфейс дисплея з підтримкою технології Tandem OLED, яка використовується в нових iPad Pro та з частотою оновлення — до 120 Гц.

## Бенчмарк
Бенчмарк, який був проведений з метою визначення порівняльних характеристик продуктивності нового iPad Pro з чипом M4, набрав близько 3700 балів в одноядерному тесті процесора і 14500 в багатоядерному. Для порівняння, в анонсованого цього року MacBook Air з процесором M3 результати були помітно нижче: близько 3100 і 12000 балів відповідно. Таким чином, в одноядерному режимі приріст продуктивності становив приблизно 20 % порівняно з усіма чипами M3 та більш ніж 40 % порівняно з M2.